# Elina Rodríguez
Elina Rodríguez (El Trébol, 11 febbraio 1997) è una pallavolista argentina, schiacciatrice del Sigorta Shop.

## Carriera

### Club
Elina Rodríguez inizia la propria carriera agonistica in patria nella stagione 2014-15, quando esordisce nella Liga Femenina de Voleibol Argentino con la maglia del San Lorenzo; dopo un quadriennio con la formazione di Buenos Aires, per l'annata 2018-19 si trasferisce nella Superliga Série A brasiliana, ingaggiata dal Barueri.
Al termine del campionato brasiliano, nell'aprile 2019 raggiunge la Serie A1 italiana, e nello specifico l'Imoco, per la parte conclusiva dell'annata 2018-2019, culminata con la vittoria dello scudetto. Per la stagione successiva approda al Mondovì, in Serie A2. 
Nel campionato 2020-21 è impegnata nella Ligue A francese con il Vandœuvre Nancy, mentre nel campionato seguente difende i colori di un altro club della massima divisione transalpina, il Saint-Cloud Paris SF. Nella stagione 2022-23 è nuovamente di scena nel massimo campionato brasiliano, questa volta con il Fluminense, dove resta per un biennio, finché nel campionato 2024-25 viene ingaggiata dal Sigorta Shop, nella Sultanlar Ligi turca.

### Nazionale
Fa parte della nazionale argentina Under-18 per un triennio, durante il quale si aggiudica la medaglia di bronzo al campionato sudamericano 2012; con l'Under-20 e l'Under-23 conquista invece due argenti, rispettivamente alla Final Four Cup 2014 e alla Coppa panamericana 2016.
Parallelamente alla trafila delle nazionali giovanili, ottiene le prime convocazioni nella selezione maggiore argentina a partire dal 2013, conquistando la medaglia d'argento al campionato sudamericano dello stesso anno e aggiudicandosi la vittoria ai X Giochi sudamericani. Con la Selección si aggiudica le medaglie di bronzo alla Volleyball Challenger Cup e ai Giochi panamericani nel 2019 e il riconoscimenti individuale come miglior schiacciatrice della Coppa panamericana 2018.
Nel 2024 si aggiudica la medaglia d'oro alla Coppa panamericana.

## Palmarès

### Club
- Campionato italiano: 1

2018-19

### Nazionale (competizioni minori)
- Campionato sudamericano Under-18 2012
- Final Four Cup under 20 2014
- Giochi sudamericani 2014
- Coppa panamericana 2016
- Volleyball Challenger Cup 2019
- Giochi panamericani 2019
- Coppa panamericana 2024

### Premi individuali
- 2018 - Coppa panamericana: Miglior schiacciatrice